# Hong Kong Stadium
Het Hong kong Stadium (Chinees: 香港大球場 / 香港大球场) is een stadion in Hong Kong. Het is in de plaats gekomen voor het oude 'Government Stadium' en werd geopend in maart 1994. In dit stadion kunnen 40.000 toeschouwers.
De meeste internationale wedstrijden van het nationale elftal vinden plaats in dit stadion. Ook worden in dit stadion rugbytoernooien gehouden. Zo vonden hier de Rugby World Cup Sevens plaats in 1997 en 2005. 
Toen het stadion in de jaren 90 werd gebouwd is besloten geen atletiekbaan aan te leggen, vanwege ruimtegebrek. Vanaf het begin waren er problemen met het veld geweest. Tijdens een vriendschappelijke wedstrijd tussen merkte Alex Ferguson, op dat moment trainer van Manchester United, op dat het veld niet goed was en dat dit veld makkelijk blessures kon veroorzaken.

## Gebruik van het stadion
Voetbal
- South China AA en Kitchee SC gebruiken dit stadion in het seizoen 2009–10 voor hun thuiswedstrijden, vanaf het seizoen daarna alleen nog maar South China AA.
- Lunar New Year Cup
- Halve finale van de AFC Cup 2009. In deze halve finale. South China AA speelde in die wedstrijd tegen Al-Kuwait.

Rugby
- Bledisloe Cup wedstrijd van Nieuw-Zeeland tegen Australië.
- Wereldkampioenschap rugby 2019, mogelijk worden hier wedstrijden gespeeld voor dit wereldkampioenschap. Het toernooi vindt plaats in Japan.

Cricket
- Hong Kong Cricket Sixes, internationaal crickettoernooi dat werd hier gespeeld in 1996 en 1997.

Oost-Azië Spelen
- Het internationale toernooi voor landen uit Oost-Azië. Verschillende sporten.

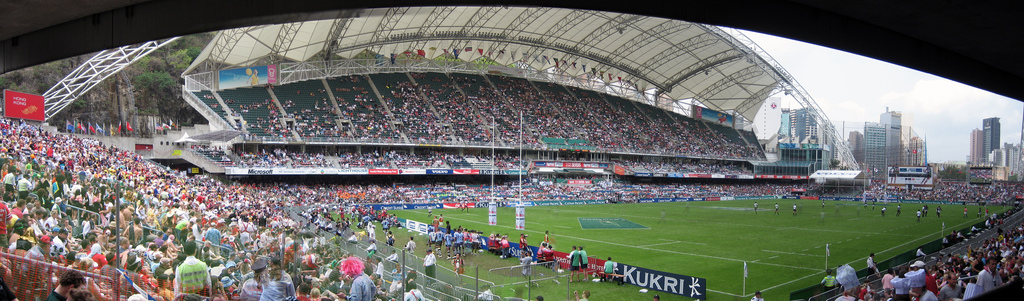
Hong Kong Stadium - Panorama